# Bernard London
Bernard London est un agent immobilier new-yorkais, notamment auteur en 1932 d'un fascicule d'une vingtaine de pages intitulé L'Obsolescence planifiée qui pose les bases du principe d'obsolescence programmée.

## Publication
- L’Obsolescence planifiée. Pour en finir avec la grande dépression, Paris, B2, 2003 (ISBN 978-2-36509-006-3)
- L'Obsolescence programmée des objets  (trad. Marjorie Ribant), Paris, Allia, 2019, 48 p. (ISBN 979-10-304-1185-0)